# いつのまにか少女は
「いつのまにか少女は」（いつのまにかしょうじょは）は、井上陽水が作詞・作曲した歌。1973年の映画『放課後』の主演の栗田ひろみを意識して作られた曲で、井上が自ら歌った。ただし、主題歌は「夢の中へ」になり、この曲は挿入歌となった。同年3月に発売された「夢の中へ」のシングルにもカップリング曲として収録された。編曲は星勝による。
2004年に持田香織がカバーし、井上のプロデュースでシングルが発売された。
それ以前に2000年に白竜がカバーしている。

## 持田香織のシングル
持田香織の「いつのまにか少女は」は、2004年10月20日に持田の2枚目のソロ・シングルとしてavex traxより発売された。リリースのオリジナル名義は「持田香織 produced by 井上陽水」。
カップリングの「ミステリー あなたに夢中」は井上による書き下ろしの楽曲である。
なお、製造時期により、コピーコントロールCD仕様とCD-DA仕様がある（レンタル版はコピーコントロール仕様のみ）。

商品番号：AVCD-30638

ASIN B0002YD8W6

### シングル収録曲
1. いつのまにか少女は
（作詞・作曲・編曲：井上陽水）
2. ミステリー あなたに夢中
（作詞・作曲：井上陽水 / 編曲：星勝）

### 演奏
いつの間にか少女は
- 持田香織：Vocal
- 井上陽水：Acoustic Guitar, Blues Harp
- 今剛：Acoustic Guitar
- 美久月千晴：Uplight Bass
- 小島良喜：Keyboards

ミステリー あなたに夢中
- 持田香織：Vocal
- 井上陽水：Backing Vocals
- 今剛、今堀恒雄：Electric Guitar
- 美久月千晴：Bass
- 小島良喜：Electric Piano, Keyboards
- 山木秀夫：Drums
- 浦田恵司：Sound Effect

### 収録作品
- いつのまにか少女は
  - YOSUI TRIBUTE（トリビュートアルバム、2004年）
  - Happy Holidays! 〜CITY POPS COVERS〜（コンピレーションアルバム、2011年）

## 白竜のシングル
白竜のラストシングル。

商品番号：AIDT-5068

ASIN B00005HKHT